# Peter John Taylor
Peter John Taylor (Southend-on-Sea, 3 gennaio 1953) è un allenatore di calcio ed ex calciatore inglese, di ruolo ala.

## Palmarès

### Allenatore

#### Competizioni nazionali
- Football League One: 1

Brighton & Hove: 2001-2002